# Transennella stimpsoni
Transennella stimpsoni är en musselart som beskrevs av Dall 1902. Transennella stimpsoni ingår i släktet Transennella och familjen venusmusslor. Inga underarter finns listade i Catalogue of Life.